# ハトムギ
ハトムギ（鳩麦、学名: Coix lacryma-jobi var. ma-yuen）はイネ科ジュズダマ属の穀物。ジュズダマとは近縁種で、栽培化によって生じた変種である。ハトムギ粒のデンプンは糯性であり、ジュズダマは粳性である。
アジアでは主食やハトムギ茶など食品として、成分の薏苡仁（ヨクイニン）は生薬として利用されている。

## 名称
別名でシコクムギ、トウムギとも呼ばれる。中国植物名（漢名）は薏苡（よくい）。薬効のあることで知られ、黒褐色の果皮を除き精白したものを薏苡仁（よくいにん）と称し処方される。
また品種の学名ma-yuenは、後漢の馬援将軍の名から取られており、将軍が交趾郡（現ベトナム）で見つけて栽培用に中国に持ち帰ったという故事による。

## 特徴

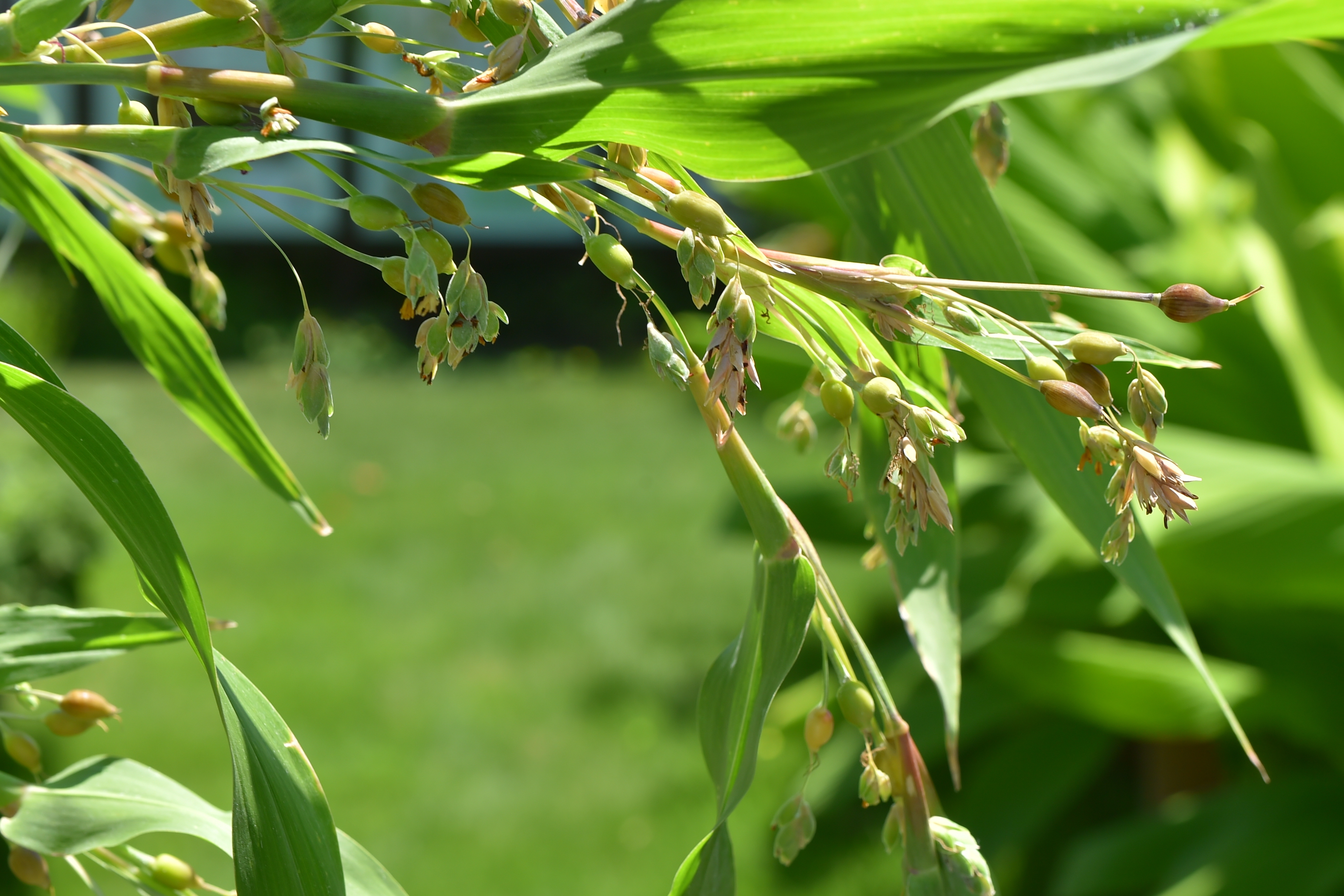
ハトムギの花穂

系統分類学上はキビ亜科（Panicoideae）ウシクサ連（Andropogoneae）に属し、イチゴツナギ亜科（Pooideae）の狭義の麦類よりもトウモロコシやモロコシ、ススキに近縁である。生育期間は160日前後で、そのうち登熟に30日程度必要。花期は8月から10月で、9月から10月に果実を採取し、果皮と種皮を取り除き日干しする。他の麦類とは異なり、でんぷん質は糯性で、粳性はまれにしかない。
中国からインドシナ半島のベトナムにかけての熱帯アジア原産とされる。日本へは古くから渡来し、栽培されている。
一年草。高さは約100 - 150センチメートル (cm) ほどになり、野生種で多年草のジュズダマとは近縁種で、姿もよく似ている。茎は枝分かれして、葉の基部は茎を抱く葉鞘となって互生する。夏から秋にかけて、葉腋から長短不揃いの花柄を持った花穂を出し、雌性小穂はつぼ形の総苞葉に包まれ、雄性小穂は長い柄によって総苞葉の外に垂れ下がる。実は堅く、多数の縦筋があり、実が非常に堅くて指では押しつぶすのができないジュズダマとは異なり、もろくて爪で割ることができる。
アワなどの雑穀類と同様、古くから栽培されている作物であり、水稲やトウモロコシの台頭とともに減少したとされている。実際ビルマでは、ビルマ族が水稲を主食として栽培し、一方辺境の少数民族はハトムギを陸稲とともに畑に栽培し、主食として利用している。

## 栽培
春に播き、多肥栽培が行われる。休耕田でも栽培される。ハトムギの栽培起源は、インドシナ半島あたりと言われ、東南アジアの根栽農耕文化圏であり、地中海沿岸・西南アジアを起源とする麦文化圏からは逸脱している。現在も、インドのアッサム地方でハトムギが多く栽培されている。また、ほとんどの麦類が冬作穀類であるのに対して、ハトムギは夏作穀類である。

### 日本での栽培

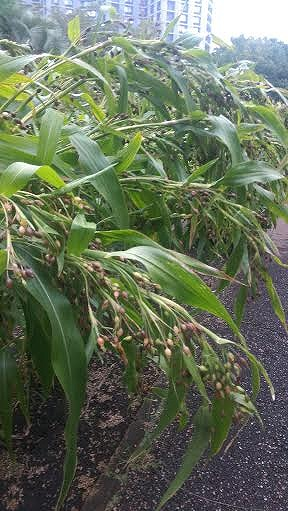
ハトムギ：ヨクイニン抽出用に薬草園で栽培されているもの

日本への伝播の時期は鮮明としないが、黒井峯遺跡（6世紀前半）からはの農村跡からジュズダマの種子が発掘されていることから、栽培種は奈良時代までに伝わったとみられ、鑑真が唐から伝えたという仮説もある。しかし敷領遺跡（874年）の出土した葉はハトムギ種と特定できていないこと等もあって、ハトムギ種の栽培があったと断定できるのは、江戸時代の享保年間と所見もあり、その傍証として「皮がやわらかい」という特徴を述べていることから品種が判明する松岡玄達『用薬須知』（1726年）が挙げられている。
牧野富太郎によると、日本へは中国から伝播したとされるが、DNA分析によると、日本と韓国の在来品種の違いはさほどなく、朝鮮半島を経由して伝播したと考えられる。
C4植物であるが、耐湿性があり、1981年水田利用再編対策の特定作物として認められた事をきっかけとして、水田転作作物として栽培されている。安定的な品質と収量を確保するためには、圃場の水はけが悪かったり、潅水できないため土が乾燥したりする条件は適さない。10 a当たり収量は200 kgから300 kg。
各地で系統の比較検討が行われ、「岡山在来」と名付けられた系統が最初に全国的に栽培されたが、「あきしずく」が国内生産のほとんどを占める（2017、全日本ハトムギ生産技術協議会(全ハト協資料)）。ハトムギの国内栽培地は東北地方、次いで中国・四国地方、北陸地方などで、主な産地は、岩手県奥州市衣川区・花巻市、栃木県鹿沼市・小山市、広島県三原市大和町、福岡県久留米市三潴町、青森県北津軽郡中泊町、富山県氷見市・小矢部市などである。
- 主要栽培種と適地[14]

中里在来 北東北以南、青森県と秋田県で作付
岡山在来 温暖地
はとちから 関東以西
はとむすめ 関東以西、全国で作付されたが葉枯病に弱いため作付減少
はとひかり 関東以西
はとじろう 東北中北部・山間地
あきしずく 福島以西
とりいずみ 関東以西、鳥取県と大分県で作付
オホーツク1号 北海道中部以南

## 利用
主食に雑穀として混ぜたり、ハトムギ茶やシリアル食品などにも利用される。ハトムギエキスは皮膚に塗布すると、保湿作用、美白作用があることが知られており、基礎化粧品に配合されることもある。

### 食用
果実はハト麦と称し、モチ性の穀物独特の香りと味を持ち、粒食されるほか、粉に挽いて、餅や団子も作られる。穀粒としては大型で、火のとおりが悪いため、米と混ぜて炊飯する場合は、前もってハト麦だけを長時間浸水して、あらかじめ下煮しておいてから混炊する。また、ハト麦を炊き干して乾燥したものを油で揚げたアラレは、おいしく食べることができる。ハト麦を粉にしたハト麦粉は、小麦粉代わりに混ぜてフライの衣や白玉団子などに使えるが、多く使うとややクセがでてくる。ハト麦には皮膚関係によい薬効があり、身体を冷やす効果がある食べ物であることから、夏バテなどの身体が熱を持ったときに有用との見方もされている。

### 薬用
漢方や民間療法では、皮を剥いた種子を薏苡仁（よくいにん）と呼んで薬用に用いられ、滋養強壮、いぼ取りの効果、利尿作用、抗腫瘍作用（消炎）などがあるとされる。薏苡仁は、秋（10月）ころにハトムギを刈り取って収穫し、2 - 3日天日乾燥後に脱穀して調製される。漢方では薏苡仁湯などに使われる。民間では、薏苡仁10 - 30グラムを水300 - 600 ccで煎じ、1日数回ほど茶代わりに飲用したり、米粥に3割ほど混ぜ込んで食されたりする。大きく広がってくるイボやにきび、むくみのある関節痛、食欲不振の下痢にもよいとも言われている。イボ取りには、生粒を噛んでイボの一面に塗り、上に紙を貼って乾いたらナスのへたでこする方法が知られるが、1週間以上はかかる。
漢方の古典『神農本草経』では上薬とされ、副作用のないことを意味し、ハトムギは長期にわたって人類に食されてきた一方で、妊婦には適さないという伝承もある。妊娠したラットの餌として、炒ったハトムギを投与した2007年の安全性試験では問題は見られず、茶としての利用ではそれよりも薄くなることから問題はないと考えられる。ハトムギが流産を起こすという記載がある書籍もあるが科学的根拠に欠けたまま記載されていると、2005年にハトムギでの初の厳格な毒性試験を行った研究者は記しており、その結果ではヨクイニンの常用量の15倍で子宮収縮が起きていたが、流産や早産といった異常は見られなかったため、その程度は強くない。この量をヒトに換算すると、ハトムギ玄殻で1日210グラムとなり、100%ハトムギ茶では1日20リットルでも到達しない。妊婦での常識的な使用量を禁止するような科学的根拠は見当たらず、有益性が上回る場合に使用を許可したり、マタニティブルーで不安になりながら使用しているようであれば使用を止めるといった指導が考えられる。